# Marcial Manent
Marcial Manent fue un destacado actor español  que hizo una extensa carrera en cine y teatro tanto en su país como en Argentina.

## Carrera
Manent trabajó en varios proyectos en países como España, Argentina, Uruguay y Chile. Galán brillante, de simpatía escénica muy acusada, se destacó en Madrid junto a Irene López Heredia.
En Argentina actuó con otras figuras destacadas como Libertad Lamarque, Amelia Bence, Angelina Pagano, Elsa O'Connor, Alberto Contreras, María Santos, Santiago Gómez Cou, Rosa Catá, Rosa Rosen y Perla Mux, entre otros.

### Filmografía
- 1942: En el viejo Buenos Aires
- 1943: Los hombres las prefieren viudas
- 1944: El muerto falta a la cita
- 1946: Inspiración
- 1971: Pájaro loco[3]

### Radio
En 1960 viajó a Carve, Uruguay, para conducir el programa radial, Charlas de Marcial Manent.

### Televisión
En 1959 integró el elenco rotativo de Teatro del sábado.

### Teatro
En España integró la "Compañía Teatral de Irene López Heredia y Mariano Asquerino", junto con figuras como Irene Barroso, Ketty Moreno, María Cuevas, Manuel Aguilera, Francisco López Silva, y Rafael Calvo. En Madrid hizo obras como:
- La prima Fernanda, estrenada en el Teatro Victoria en 1931.
- Érase una vez Bagdad, en el Teatro Muñoz Seca.
- Cómo nace un poema
- Abdicación, de Jacinto Benavente, con Pedro Codlna, Ana Lasalle y María Luisa Moneró.
- Las llamas del convento
- Añoranzas, con Ana Lasalle, Isabel Pradas, Vicente Ariño y  Carmen López Lagar.
- La novia perdida (1941), comedia en tres actos.
- El rescate, con Ana Lasalle, Pedro Cadina,  Vicente Ariño y Carmen López Lagar.
- El Tren Azul (1942), junto con Pepita Serrador, Elena Duval, Susana Bouvette, María Esther Podestá, Ivonne Cazin, León Duval, Pablo Palitos, Olimpio Bobbio, Antonio Gentil, Francisco Alberto Soler y Guarda Julio Ruíz.[7]
- Mis amadas hijas (1944) estrenada en el Teatro Ateneo, junto con Narciso Ibáñez Menta, Fanny Navarro, Nélida Franco, Herminia Franco, Guillermo Pedemonte, Manuel Ochoa, Arsenio Perdiguero, Pedro Bibe, Agustín Barrios, René Cossa, y César Fiaschi.
- El avaro (1945), con la "Compañía Argentina de comedias Luis Arata".[8]
- La otra honra (1948), con la Compañía de Comedia Española, junto a Ana Lasalle, Pedro Codina, Amparo Astort, Josefina Taboada y Enrique San Miguel.
- ¿Dónde vas, Alfonso XII? (1958), de Juan Ignacio Luca de Tena. Estampa romántica dividida en dos actos dirigida por Lola Membrives junto con Hilda Rey, Bordignón Olarra, Iris Portillo, Enrique San Miguel, Vicente Ariño, Vicente Thomas, Marisol Salgado, Germinia Sanso y Elías Herrero. Estrenada en el Teatro Cómico.
- La otra honra (1948) de Jacinto Benavente. Con Ana Lasalle, Pedro Codina, Amparo Astort, Josefina Taboada y Enrique San Miguel.

También trabajó con actores como Josefina Díaz, Helena Cortesina, Paquita Más, Santiago Arrieta y Ernesto Raquén.